# Bo (Sidra)

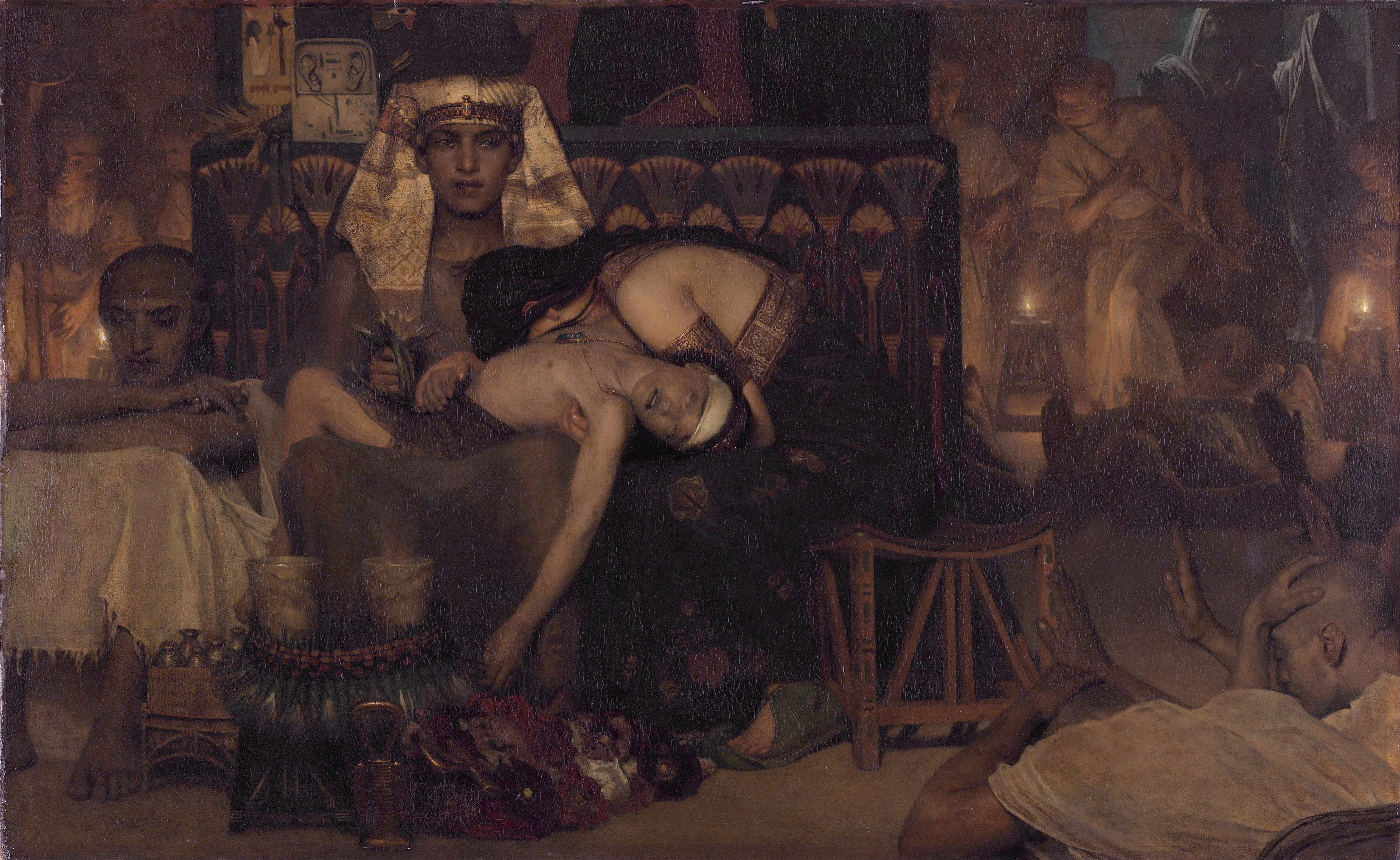
Tod des Erstgeborenen des Pharao (Gemälde von Lawrence Alma-Tadema, 1872)

Bo (Biblisches Hebräisch בֹּא ‚Komme‘ – zum Pharao) bezeichnet einen Leseabschnitt (Parascha oder Sidra genannt) der Tora und umfasst den Text Exodus/Schemot 10–13,16 (10 , 11 , 12 , 13,1-16  – ELB-Links: 10 , 11 , 12 , 13,1-16 ).
Es handelt sich um die Sidra des 1. oder 2. Schabbats im Monat Schewat.

## Wesentlicher Inhalt
- Die drei letzten der Zehn Plagen in Ägypten:

8. Heuschrecken (10,4 )
9. Finsternis (10,21 )
10. Sterben der Erstgeborenen (11,5 )
- Zwischen 9. und 10. Plage Vorschriften über das Opferlamm (Pessach-Opfer) und über die siebentägige Feier des Festes der Mazzot
- Bei Einsetzen der 10. Plage drängt der Pharao zum schnellen Auszug.
- Kein Unbeschnittener darf vom Pessach-Opfer essen.
- Heiligung der Erstgeburt
- Die Textauszüge 13,1–10 ELB und 13,11–16 ELB sollen als "Denkzeichen" an Hand und Kopf getragen werden (Pergamente mit diesen Texten befinden sich in den Tefillin).

## Haftara
Die zugehörige Haftara ist Jeremia 46,13-28  .